# Tea Table Key
Tea Table Key est une île des Keys, archipel des États-Unis d'Amérique situé dans l'océan Atlantique au sud de la péninsule de Floride. Elle est située dans les Upper Keys et relève administrativement du comté de Monroe.
Il y a une petite plage privée sur l'île, l'entrée mène à une résidence privée.
L'île est également connue sous le nom de Terra's Key et est disponible à la location sur Terraskey.com 